# Волочёбные песни
Волочёбные песни (рус. лалынки, пасхальные песни, бел. валачобныя песні, велікодныя, валачэнныя, валачэдныя, лалынкі, валоўніцкія, ралешныя, ральцавальныя; укр. волоче́бні, волочі́льні, велича́льні пісні́, риндзівки, рогульки; пол. konopielka; чеш. koleda) — цикл славянских поздравительно-величальных песен, сопровождающих волочёбный обряд в первые дни Пасхи. Кроме Белоруссии, также известны на территории, входившей некогда в состав Великого княжества Литовского — в Псковской и Смоленской областях, а также в Нижегородской, Рязанской, Ярославской и частично в Калужской, Орловской, Белгородской областях России; в Подляшья (Польша) и на территории бывшей Виленской области (Литва). волочёбные песни связаны с древними обычаями в честь весеннего возрождения природы. По основной функции, форме, образной системе и мотивам близки к колядкам. Отдельные пасхальные обходные обряды с пением весенних колядок зафиксированы в Чехии.
Так же как колядки, овсеньки, виноградья, волочёбные песни имеют трёхчастную структуру: довольно развёрнутый зачин, содержащий обращение к хозяевам с просьбой разрешить «песню спеть», «дом развеселить» или описание того, как волочёбники ходят-ищут хозяйский двор; основная часть песни величально-благопожелательного характера; заключительная формула — просьба одарить и выражение благодарности за одаривание. В зависимости от того, кому посвящается песня (хозяину и хозяйке или их детям), различаются общехозяйственные и любовно-брачные благопожелания. Территориально волочёбные песни разграничиваются с колядными в основном по принципу взаимного исключения: там, где распространено волочёбничество, слабо проявляется или отсутствует полностью колядование.
В русском фольклоре, при некоторой сохранности мотивов, практически исчезло понятие «волочёбные песни», но возникли «вьюнишные песни», также исполняемые весной, но только для молодожёнов. Они представляют сравнительно позднее образование, возникшее на иной разрушенной обрядовой основе.
Музыковеды к изучению волочёбных песен обратились лишь в 70—90-х годах XX века. Им посвящены работы В. И. Елатова, И. И. Земцовского, З. Я. Можейко, С. И. Мытько, И. С. Польского, Л. С. Мухаринской и Т. С. Якименко и других. Приоритет в изучении данного жанра принадлежит белорусским этномузыкологам. Но до сих пор многие вопросы их типологии и географии нельзя считать решёнными.

## Зачины
Зачины волочёбных песен нередко дают понять, что волочёбники — это сакральные гости из иного мира. Так, мотив «дальней дороги», проделанной волочёбниками, представлен многообразными глаголами движения («шли», «ходили-блудили», «брели», «бежали», «текли», «волочились», «шатались-болтались» и т. п.); рассказом о тяжёлом пути («шли полем, шли бором», «идём-пойдём дорожкой, далекой-шырокой», «шли они дарогой торненькай», «дорогой из-под лесу тёмного»); преодолении водного рубежа, грязи, перехода по мосту («через поле широкое, через мора глубокое шли волочёбники», «по тёмной ночи да по грязной грязи, волочились да й обмочились»). Иногда упоминается, что шли они ночью, из далека, в промокшей одежде и в стоптанных башмаках («шли не день и не два, не ночь не две», «свои боты потоптали, пакуда пана далытали»). Требовали «настелить мостки» как условие посещения хозяйского ддвора высказывается как в белорусских колядках, так и в волочёбных песнях: «Масти кладку, клич у хатку».

## Сюжет
Сюжетный состав песен, во многом совпадающий с украинско-белорусским колядным репертуаром, содержит типовые величальные и благопожелательные мотивы: прославление дорогих нарядов хозяина и хозяйки, их богатого двора, чудесного дома, окруженного железным тыном, пожелание семейного благополучия, сказочного приплода скота, обильного урожая в поле.
Специфическим для волочёбных песен является сюжет о том, как в шатре (церкви, во дворе у хозяина, на небе у Бога и т. п.) собираются все святые и решают, в какой очередности следовать друг за другом христианским праздникам и какие крестьянские заботы им должны соответствовать:
Святы Аляксей coxi чэшыць,

Святое благавешчанне заворываець,

Святы вярбіч вярбу пасвянцаець,

Чысты чацвер ячмень засяваець…
Разновидностью этого сюжета служат песни, описывающие, как Бог, собрав всех святых, обнаружил отсутствие одного или нескольких из них (обычно Юрия, Миколы, Ильи или Петра), которые в это время помогают человеку в его хозяйстве:
Я па полi хадзiў,

Людзям жыта радзiў,

А па садзе хадзiў,

Людзям пчолкi пладзiў,

Я па хлевах хадзiў,

Людзям худобку пладзiў,

Я па хатах хадзiў,

Людзям здароуе дзялiў.
Подобно колядкам, волочёбные песни, адресованные молодёжи, основаны по преимуществу на мотивах свадебных величаний.
Обязательным структурным элементом волочёбной песни является рефрен, повторяющийся после каждой песенной строки. Наиболее популярна рефренная форма, тематически связанная с Пасхой: «Хрыстос васкрес, сын божы!» или «Хрыстос вас крое на весь свет!» Известны также другие припевы: «Весна красна на весь свет!», «Зялены явар, зялены!», «Да віно ж, віно зеляно!» и др. На крайнем северо-западе Белоруссии, в Псковской и некоторых других областях типовым для волочёбных песен оказывается особый рефрен: «Лолам!», «Гэй, лолам!», «Лалым-лалым!», «Ой лола!» и т. п. Сами песни в этих районах называются «лалынь», а их исполнители — «лалынщики».
В Поречском уезде Смоленской губернии «хождение волочёбников» начиналось на Пасху. «В самый день Воскресения Христова с самого раннего утра мужики, парни и дети собираются в отдельные партии, начинают ходить по порядку из одного дома в другой, становятся в передний угол, поют песни, за которые принято дарить певцов, и наконец, христосуясь, поздравляют с праздником хозяина и всю его семью».

Не шум шумит, не гром гремит!

 Христос воскрес! Сын Божий!

 (Припев после каждой строки)

Шумят, гремят волочебники!

А к чьему двору, ко богатому —

Ко богатому — к Николаеву (имя хозяина).

Хозяюшка, наш батюшка!

Раствори окошечко, посмотри немножечко!

Что у тебя в доме деется?!

Среди двора, против окна кутняго,

Стоит церковь с ярого воску.

А в той церкви все праздники —

Все святые, годовые,

Из года в год раз побывают,

Христа величают!

Первый праздник — Егорий;

Второй праздник — святой Микола,

Третий праздник — Пречистая Мать!

Хозяюшка, наш батюшка,

Кого у тебя дома нет?!

Дома нет Ильи с Петром:

Илья с Петром в чистом поле,

По метам ходят — жито родят:

Туда идёт, засевая, оттуда идёт, заклиная;

Он раз резнёт — сноп нажнёт,

Два резнёт — бабку ставит,

Три резнёт — хоровод ставит.

Бабка от бабки — полторы пятки,

Сноп от снопа — полтора ступня,

Хоровод от хоровода — полтора перевода.
В той же Смоленщине в XIX веке существовали особые названия волочёбных песен для хозяев и молодых девушек. Всю Светлую неделю молодые парни ходят по деревням и у каждого дома под окном поют так называемый «куралес», за что всякий хозяин, которому они пропоют, величаючи его по имени, — подаёт им сала, яиц, пирога и денег. Вот, например, одна из этих «куралесных» песен смоленских волочёбников:

Ай шли, прошли волочебники.

 Христос воскрес, Сыне Божий!

 (Припев после каждого стиха)

Аны шли, пройшли, волочилися.

Волочилися, намочилися.

Аны пыталися до того двора, до Иванова.

Ти дома, дома сам пан Иван?

Он не дома, а поехал во столен город.

Соболева шапка головушку ломит.

Кожаный пояс середину ломит.

Куння шубка по пятам бьется.

Вы дарите нас, не морите нас!

Пару яиц на ясминку.

Кусок сала на подмазочку.

Конец пирога на закусочку.
В некоторых домах, где есть молодые девушки заневестившиеся, волочёбники ещё «Паву» — песню, посвящённую любви, сватовству и замужеству:

Пава рано летала;

Раньше того девица встала,

Да перья собирала,

В веночек ввивала,

На головку надевала,

Сукните молодца,

Подайте колос!
После пожелания в такой форме богатого урожая волочёбники переходили к просьбе об одаривании их самих, выделяя лиц, игравших особую роль в обходах: поминальника (запевалы, зачинщика), скомороха и хомяножи (тот, кто носит сумку с дарами).

## Концовки
Хозяюшка, наш батюшка,

Не вели томить, прикажи дарить!

Наши дары не великие:

Не рублем дарят — полтиною,

А и той золотою хоть гривною,

Починальчику — по десяточку,

Кто за ним поёт — по пяти яиц,

А скомороху — сито гороху,

Хомяноже — кусок сала,

Кусок сала — боты мазать,

Чтоб не топтались, грязи не боялись,

Не хочешь дарить — ступай с нами ходить,

С нами ходить — собак дразнить,

А где не перейдём — там тебя положим.
В завершении песни упоминается особый статус волочёбников как «небывалых гасцей», «нечастых», «недокучных», которые приходят лишь один раз в году («в годочек один разочек»); высказываются просьбы одарить их «кулём яиц», «белым сыром», «горилкой» и т. п. Если хозяин отказывался одаривать или одаривание было скудным волочёбники могли послать в адрес хозяев нешуточные угрозы: «А не дадите яйца — сдохнет овца, поедешь на поле — соху поломаешь, приедешь с поля — жену потеряешь».

## Пример волочёбной песни
Пример одной из волочёбных песен:

| Оригинал На добры вечар, сам пан хазяін! Ой, калі ж ты спіш, так Бог з табою, Калі не спіш, так выйдзі са мною, Паслухай, што ў небе гудзе. Прачыста ідзе, трох гасцей вядзе. Першы госць — яснае сонца, А другі госць — ясны месяц, А трэці госць — дробны дожджык. — Чым пахвалішся, яснае сонца? — Як я ўзыйду рана ў Нядзелю, Дак парадуецца ўвесь мір раждзёны. — Чым пахвалішся, ясны месяц? — Як я ўзыйду позна з вечара, То зрадуецца купец у дарозе, Тавар у аборы і шчука ў моры. — Чым пахвалішся, дробны дожджык? — Як я прыйду тры разы ў маі, Зародзіць Бог жыта, пшаніцу, (Жыта, пшаніцу), ўсякую пашніцу. А ў ляску, ляску на жоўтым пяску Зялёна ёлка, зялёна! Салаўі гудуць, цэркву будуюць, 3 трыма вакнамі, чатырма ўгламі. У адно акно сонца увайшло, У другое вакно месяц увайшоў, У трэцяе вакно сокал уляцеў, Сокал уляцеў, слязу ураніў. А з тае слязы рэчанькі пашлі, Рэчанькі пашлі усё быстрыя, Рэкі быстрыя, беражыстыя. | Перевод с белорус. Добрый вечер, сам пан хозяин! Ой, коли ж ты спишь, так Бог с тобою, Коли не спишь, так выйди со мною, Послушай, что в небе гудит. Пречистая идёт, троих гостей ведёт. Первый гость — ясно солнце, Другой гость — ясный месяц, А третий гость — мелкий дождик. Чем похвалишься, ясно солнце? Как я взойду рано в Воскресенье, Так порадуется весь мир рождённый. — Чем похвалишься, ясный месяц? — Как я взойду поздно с вечера, То возрадуется купец в дороге, Скотина в хлеву и щука в море. — Чем похвалишься мелкий дождик? — Как я пройду три раза в мае, Зародит Бог жита, пшеницу, (Жита, пшеницу), всякую пашницу. А в леску, леску на жёлтом песку Зелёна ёлка, зелёна! Соловьи гудят, церкви строят, С тремя окнами, четырьмя углами. В одно окно солнце вошло, В другое окно месяц вошёл, В третье окно сокол влетел, Сокол влетел, слезу уронил. А с той слезы реченьки пошли, Реченьки пошли всё быстрые, Реки быстрые, бережистые. |

## Украинские рындзивки
По содержанию и ритму украинские рындзивки (укр. риндзівки) Яворовщины относятся к волочёбным песням и близки к колядкам, в которых рождественский рефрен заменён пасхальным: Же Христос, же воскрес, же воістину же воскрес.

## Польские конопельки
В Подляшье (граничный с Белоруссией регион Польши) песни пасхального обходного обряда назывались конопельками (пол. konopielka) и их исполняли компании, как правило неженатых парней. Эти песни начинались со слов «мала, тонка конопелька» (пол. mała, cienka konopielka) и повторяющимся рефреном «Хей лолем, хей, вино, да вино зелёное» (пол. Hej łołem, hej, wino, da wino zielone) или «Зелен, явор, дуб» (пол. Zieleń, jawor, dąbrowa). Существовало множество местных вариантов, но всегда в них были пожелания здоровья, благополучия, плодородия в хозяйстве, любви и скорейшего замужества дочери хозяина. Песни исполнялись под аккомпанемент губной гармошки, скрипки и гармоники.